# Списък на кралете на Ирак
Крал на Ирак – монархическа титла съществувала между 1921 и 1958.

## История
Краят на османския контрол върху Ирак идва по време на Първата световна война. Османската империя застава на страната на Централните сили, което става повод Великобритания да влезе във война с нея. По време на т.нар. Месопотамска кампания британците претърпяват тежка загуба при обсадата на Кут (1915-16), но успяват да се възстановят от удара и завладяват Багдад през 1917 година. През 1918 двете страни подписват примирие.
Територията на Ирак е отцепена от Османската империя от французите и англичаните съгласно подписаното през 1916 тайно споразумение Сайкс-Пико, в което Франция, Великобритания и Руската империя определят сферите си на влияние в западна Азия. На 11 ноември 1920 година получава мандат от Обществото на народите под британски контрол и наименованието „Иракска държава“. Великобритания налага монархия начело с Хашемитската династия и окончателно предопределя иракските граници, без да вземе под внимание интересите на отделните етнически и религиозни групи, като кюрдите и асирийците на север. Това довежда до шиитски и кюрдски бунтове по време на британския мандат.

## Списък
| Име                   | От               | До               | Династия | Връзка с предишния крал | Картина |
| --------------------- | ---------------- | ---------------- | -------- | ----------------------- | ------- |
| Фейсал I فيصل الأول   | 23 август 1921   | 8 септември 1933 | Хашемити |                         |         |
| Гази I غازي الأول     | 8 септември 1933 | 4 април 1939     | Хашемити | Син на Фейсал I         |         |
| Фейсал II فيصل الثاني | 4 април 1939     | 4 юли 1958       | Хашемити | Син на Гази I           |         |